# Wordium
| ❮ | System  | Serie       | Stufe         | ≈ Alter (mya) |
| - | ------- | ----------- | ------------- | ------------- |
| ❮ | später  | später      | später        | jünger        |
| ❮ | P e r m | Lopingium   | Changhsingium | 251,9 ⬍ 254,2 |
| ❮ | P e r m | Lopingium   | Wuchiapingium | 254,2 ⬍ 259,9 |
| ❮ | P e r m | Guadalupium | Capitanium    | 259,9 ⬍ 265,1 |
| ❮ | P e r m | Guadalupium | Wordium       | 265,1 ⬍ 268,8 |
| ❮ | P e r m | Guadalupium | Roadium       | 268,8 ⬍ 272,3 |
| ❮ | P e r m | Cisuralium  | Kungurium     | 272,3 ⬍ 279,3 |
| ❮ | P e r m | Cisuralium  | Artinskium    | 279,3 ⬍ 290,1 |
| ❮ | P e r m | Cisuralium  | Sakmarium     | 290,1 ⬍ 295,5 |
| ❮ | P e r m | Cisuralium  | Asselium      | 295,5 ⬍ 298,9 |
| ❮ | früher  | früher      | früher        | älter         |

Das Wordium ist die mittlere chronostratigraphische Stufe (bzw. geochronologisches Alter) des Mittelperm bzw. der Guadalupium-Serie. Die Stufe umfasst den Zeitraum von etwa 268,8 Millionen Jahren bis 265,1 Millionen Jahren. Das Wordium folgt auf das Roadium und wird vom Capitanium überlagert.

## Namensgebung und Geschichte
Das Wordium wurde zuerst von Johan August Udden u. a. 1916 als stratigraphische Einheit ausgeschieden. Es ist nach der Word-Formation im North American Permian Basin benannt. 1961 haben Brian F. Glenister und William Madison Furnish das Wordium als chronostratigraphische Unterstufe ihrer, damals noch regionalen Stufe des Guadalupiums definiert. 2001 wurde das Wordium als globale chronostratigraphische Stufe von der IUGS ratifiziert.

## Definition und GSSP
Die Basis des Wordiums ist definiert durch das Erstauftreten der Conodonten-Art Jinogondolella aserrata. Das Ende der Stufe wird mit dem Erstauftreten der Conodonten-Art Jinogondolella postserrata markiert. Das Referenzprofil GSSP des Wordiums liegt bei Getaway Ledge in den Guadalupe Mountains in Texas, USA.

## Untergliederung
Das Wordium entspricht der gesamten Jinogondolella aserrata-Conodontenbiozone. Die Fusulinen erlauben eine Untergliederung in zwei Biozonen:
- Afganella tereshkovae
- Neoschwagerina tenuis

## Korrelation
In Mitteleuropa ist das Wordium im oberen Teil der lithostratigraphischen Einheit des Rotliegend enthalten. Es korrespondiert hier mit einem Teil der regionalen Stufe des Saxonium. In Russland hat die regionale Stufe des Urzhumium etwa dasselbe Alter wie das Wordium. Im Tethysbereich entspricht das Wordium dem unteren Teil der regionalen Murgabium-Stufe.